# Ковеллин
Ковелли́н (или ковеллит) — минерал, сульфид меди. Название получил в честь итальянского геолога и исследователя Н. Ковелли (1790—1829), который в начале XIX века обнаружил новый минерал в окрестностях вулкана Везувия.

## Свойства
Характерный вторичный минерал в меднорудных месторождениях. Развивается метасоматическим путём по сульфидам меди: халькопириту, борниту, халькозину. Процентный состав: медь — 66,46 %; сера — 33,54 %. Обычно ковеллин встречается в виде масс синего цвета, кристаллы хорошего качества на их поверхности встречаются редко. Минерал достаточно мягкий. Тонкие пластинки обладают гибкостью. Тонкие примазки ярко-синего цвета, порошковатые и сажистые землистые массы.

## Месторождения
Самостоятельных месторождений не образует. В больших массах был найден в Новой Зеландии. Встречается в Италии, Германии, Сербии, Чили, США (Колорадо).

## Применение
Совместно с халькозином составляет наиболее богатые медные руды. Яркий блеск с металлическим отливом делает эти редкие непрозрачные кристаллы привлекательными для коллекционеров.